# Franciszek Ignacy Molitor
Franciszek Ignacy Molitor (ur. 1741, zm. przed 26 kwietnia 1794 lub 1821) – malarz działający na dworze króla Stanisława Augusta Poniatowskiego. Jego ojcem był malarz Jan Piotr Molitor.
Pochodził z Czech, działał w Krakowie. Pierwsze dzieła tego malarza pochodzą z lat 60. XVIII wieku. Podczas prowadzonej w latach 1760–1767 przebudowy jezuickiego kościoła pw. św. Barbary w 1765 namalował na sklepieniu polichromię. Po 1770 przeprowadzono remont i rozbudowę świątyni w opactwie Cystersów w Mogile, Franciszek Ignacy Molitor namalował obrazy boczne do nowego ołtarza zdobiącego wnętrze kościoła pw. Wniebowzięcia Najświętszej Marii Panny. W 1775 powstał obraz św. Józefa z Dzieciątkiem, który znajduje się w zwieńczeniu ołtarza w kościele pw. Zwiastowania Najświętszej Marii Panny należącego do Kapucynów. W 1776 stworzył w absydzie świątyni klasztoru Norbertanek na Zwierzyńcu obraz św. Jana Chrzciciela, który został namalowany techniką al fresco.
Franciszek Ignacy Monitor tworzył również mniejsze obrazy o tematyce sakralnej oraz portrety. Do czasów współczesnych zachował się w muzeum wilanowskim portret Stanisława Augusta Poniatowskiego. Prawdopodobnie należał do krakowskiego cechu malarzy. Wiadomo, że nauczał rysunku i technik malarskich pretendentów do tego cechu. Jego uczniem był m.in. Michał Stachowicz.